# Heimaey
Heimaey er en islandsk ø og en del af Vestmannaøerne syd for selve Island. Heimaey er den næststørste islandske ø – kun Island selv er større.
Heimaey er især kendt for et stort vulkanudbrud i 1973 fra vulkanen Eldfell, hvor en stor del af øen blev dækket af lava, hvilket dannede en ny, naturlig havn. For at redde byen og den oprindelige havn forsøgte islændingene at få lavaen til at stoppe ved at sprøjte havvand på den, så den størknede. På trods af dette blev 30-50 % af husene ødelagt af aske og lava.
Lige ved siden af Eldfell ligger den udslukte vulkan Helgafell.

## Historie
Den første person, der ifølge sagaen byggede en gård på øen, var kendt som Herjólfur Bárðarson. Han byggede tilsyneladende sin gård i Herjólfsdalur på den vestlige del af øen. Ruinerne fra Herjólfsdalur blev udgravet i 1971.
1627 kom tre sørøverskibe fra den osmannisk-kontrollerede middelhavskyst af Nordafrika på plyndringstogt og gik til angreb på flere bygder på sydkysten af Island – særlig Grindavík og Vestmannaøerne. I Grindavík kunne beboerne flygte ind i lavafeltet ved Reykjanes, medens Heimaey, som lå isoleret, var særligt ramt af disse togter. Det findes historier om folk, som overlevede invasionen. Den meste kendte er historien om Guðríður Símonardóttir fra Heimaey, også kaldt Tyrkja-Gudda. Hun blev sammen med sin søn, Sólmundurr, blandt de 242 personer, der blev taget som slaver i 1627 af nordafrikanske pirater i et angreb, der senere er blevet kendt som Tyrkerranet. Guðríður Símonardóttir blev solgt på slavemarkedet i Algier, men var en af de få, som blev frikøbt af Christian IV og bragt hjem næsten 10 år senere.